# Đặc vụ Ku-te
Đặc vụ Ku-te hay còn gọi là Mật ngọt chết người (tựa tiếng Anh: Barely Lethal) là một bộ phim hài hành động Mỹ năm 2015 của đạo diễn Kyle Newman và biên kịch John D'Arco. Phim có sự tham gia của Hailee Steinfeld, Sophie Turner, Dove Cameron, Jessica Alba, và Samuel L. Jackson.

## Nội dung
Trường Prescott Academy chuyên đào tạo những bé gái mồ côi trở thành sát thủ. Người đứng đầu ngôi trường này là huấn luyện viên Hardman. Megan Walsh (hay còn gọi là Đặc vụ 83) được đánh giá cao, điều này làm cô thành đối thủ cạnh tranh với Heather (hay còn gọi là Đặc vụ 84). Megan luôn tò mò về thế giới bên ngoài trường Prescott, cô tìm hiểu về tuổi teen qua các tạp chí và các bộ phim như Mean Girls và Beverly Hills, 90210.
Hardman lên kế hoạch cho các đặc vụ bắt giữ tay buôn vũ khí Victoria Knox. Megan bắt được Knox, lúc đang ở trên không, Knox cắt dây làm Megan rơi xuống sông, còn Knox bị bắt lên máy bay. Megan không trả lời cuộc gọi của Hardman, làm Hardman tuyên bố Megan đã mất tích.
Megan bắt đầu cuộc sống của cô gái tuổi teen bình thường, cô sử dụng tên thật và sống cùng gia đình Larson. Bà Larson tốt bụng, đứa con trai Parker thích Megan, nhưng đứa con gái Liz có vẻ lạnh lùng.
Megan ăn mặc kỳ cục vào ngày đầu tiên đến trường, rồi bị bạn bè chê cười, cả cô và Liz đều xấu hổ. Megan kết bạn với anh chàng tên Roger, người có cảm tình với cô. Nhưng Megan chỉ chú ý đến Cash, một ngôi sao nhạc rock của trường. Do có sự hiểu lầm nên Megan đã ra tay đánh gục các sinh viên của trường khác. Hành động của Megan bị quay phim lại, bị tung lên mạng và cô trở nên nổi tiếng khắp trường.
Megan bị một đặc vụ Prescott bắt giữ và bị đưa đến chỗ Hardman. Hardman ra lệnh cho người đặc vụ kia tra tấn Megan vì ông nghĩ cô đang hợp tác với kẻ thù. Hardman nhận ra sự chân thật của Megan khi nghe cô nói cô chỉ muốn sống cuộc sống bình thường bên ngoài trường Prescott. Hardman thả Megan ra, nhưng ông cảnh báo rằng nếu cô có gặp rắc rối gì thì họ sẽ không ở đó để giúp cô.
Megan và Liz được mời đến dự bữa tiệc ở nhà của Gooch. Megan đi theo Cash, trong khi Liz uống rượu với Gooch. Quá bất ngờ khi Megan nhận ra Heather cũng có mặt ở đây. Megan nghĩ rằng Hardman cử Heather đến đây theo dõi cô, nhưng thực ra Heather đã có kế hoạch riêng: theo đuổi Cash để gây phiền phức cho Megan.
Sáng hôm sau Megan đang đứng đợi xe buýt nhà trường, nhưng ngạc nhiên khi thấy Hardman là người tài xế. Ông cho cô biết rằng Knox đã bỏ trốn khỏi trường Prescott. Liz lái xe đưa Megan đến trường, cả hai bị một chiếc xe của sát thủ bí ẩn tấn công. Lúc này Megan kể về bí mật của mình cho Liz nghe. Sau một cú va chạm, tên sát thủ đã bỏ xe rồi bỏ chạy. Ngửi mùi nước hoa trên xe, Megan khẳng định tên sát thủ đó chính là Heather.
Tại một bữa tiệc khiêu vũ, Megan thấy Cash là người nhàm chán nên bỏ anh ta. Cô định nói lời xin lỗi Roger, nhưng lại có cuộc ẩu đả với Heather. Megan và Heather đánh nhau từ hành lang vào tới trong nhà bếp. Heather tiết lộ cô đã hợp tác với Knox để có cơ hội giết Megan. Liz giúp cho Megan hạ gục Heather. Hai cô gái về nhà, căn nhà đang bị băng nhóm của Knox xâm chiếm, bà Larson và Parker đang bị khống chế.
Knox tiết lộ cô chính là đặc vụ số 1 của trường Prescott, nhưng cô đã rời khỏi trường và chống lại ngôi trường. Khi Megan sắp bị giết, đội của Hardman xuất hiện và bắn thuốc mê băng nhóm của Knox. Megan mượn chiếc trực thăng của Prescott để chặn đường hai bố con Roger. Cô thổ lộ tình cảm của mình với Roger và hai người hôn nhau.
Trong cảnh cuối cùng của phim, Heather ngồi trên xe hơi với một gã thuộc hạ của Knox. Cô nhìn vào ảnh của Megan trên máy tính bảng và ra lệnh cho gã thuộc hạ điều tra xem Megan học đại học ở đâu.

## Phân vai
- Hailee Steinfeld vai Megan Walsh / Đặc vụ 83
  - Madeleine Stack vai Megan lúc nhỏ
- Sophie Turner vai Heather / Đặc vụ 84
  - Eva G. Cooper vai Heather lúc nhỏ
- Dove Cameron vai Liz Larson
- Jessica Alba vai Victoria Knox / Đặc vụ số 1
- Samuel L. Jackson vai Hardman
- Thomas Mann vai Roger Marcus
- Rob Huebel vai Ông Marcus
- Toby Sebastian vai Cash Fenton
- Gabriel Basso vai Gooch / Bernard
- Jaime King vai Giáo viên trong trường Prescott
- Rachael Harris vai Bà Larson
- Jason Ian Drucker vai Parker Larson
- Alexandra Krosney vai Cindy
- Emma Holzer vai Donna
- Dan Fogler vai Ông Drumm
- Steve-O vai Pedro
- Nina Dobrev vai Cô gái trong MV ca nhạc